# Vasil Katsadze
Pas d'image ? Cliquez ici

a Compétitions nationales et continentales officielles uniquement.

b Matchs officiels uniquement.
Dernière mise à jour le 6 août 2019.
Vasil Katsadze (en géorgien : ვასილ კაცაძე), né le 16 juillet 1976 à Potsdam, est un joueur de rugby à XV, à XIII et à sept géorgien. Il joue avec l'équipe de Géorgie et évolue au poste d'ailier ou troisième ligne aile (1,88 m pour 108 kg). 

## Carrière

### En club
- 1999-2000 : AS Béziers
- 2000-2001 : FCS Rumilly
- 2001-2002 : FC Grenoble
- 2004-2006 : SC Albi
- 2006-2007 : Villefranche XIII Aveyron (rugby à XIII)  France

### En équipe nationale
Il a disputé son premier match avec l'équipe de Géorgie le 10 mai 1997 contre l'équipe de Pologne.

## Palmarès

### En club
- Championnat de France de Pro D2 :
  - Vice-champion en 2002 avec le FC Grenoble

### En équipe nationale
- 34 sélections en équipe de Géorgie depuis 1997
- 2 fois capitaine
- Sélections par année : 1 en 1997, 5 en 1998, 2 en 1999, 5 en 2000, 5 en 2001, 6 en 2002, 8 en 2003, 1 en 2004, 1 en 2005
- En coupe du monde :
  - 2003 : 4 sélections (Angleterre, Samoa, Afrique du Sud, Uruguay), 3 fois titulaire, 2 comme capitaine
  - Coupe du monde de rugby à sept : 2005 (Hong-Kong), 2001 (Mer de la Plata)